# Hermandad de la Virgen de la Esperanza (Ciudad Real)

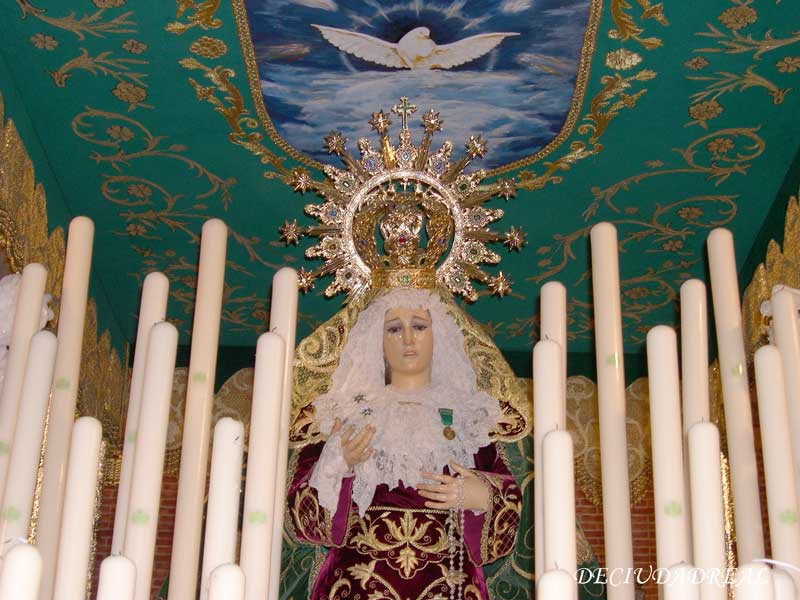
Ntra. Sra. de la Esperanza.

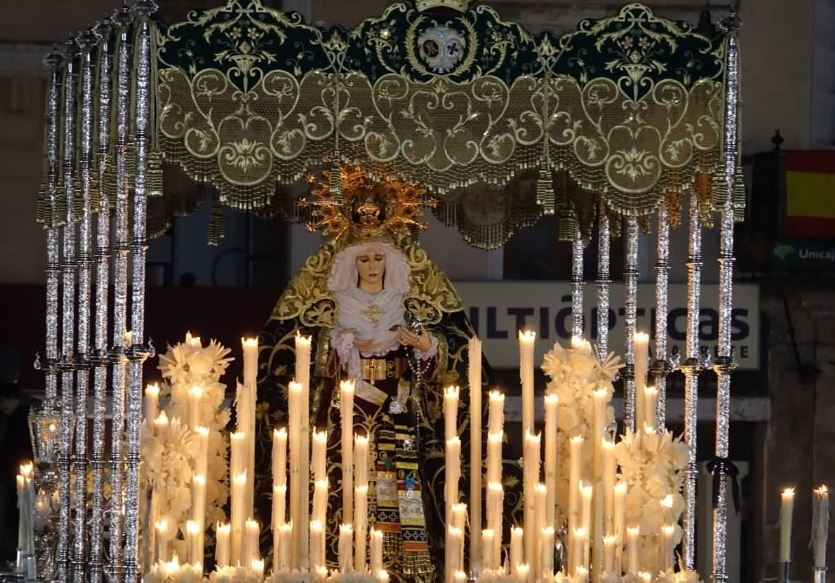
Ntra. Sra. de la Esperanza tras el encuentro con el Cristo de Medinaceli en la Plaza Mayor (2017)

La Hermandad de la Virgen de la Esperanza procesiona el Martes Santo tarde por las calles de Ciudad Real. Inicia su procesión desde el barrio del Pilar, siendo su recorrido uno de los más extensos.

## Historia
Fundada en 1953 vinculada a los Agentes de Comercio de la ciudad. Ese mismo año realizó su primera salida procesional. 
Los últimos estatutos son de 2001 que sustituyeron a los anteriores de 1992.
Realizada en el taller de José Rabasa Pérez, aunque se desconoce su verdadero autor, fue bendecida el 15 de diciembre del año 1953. Procesiona bajo palio plateado con un manto bordado en oro fino a realce sobre terciopelo verde que antes de cambiar la forma de portar el paso a costal, medía cuatro por ocho metros, con una larga cola que sobresalía más de seis metros del trono. Dicho manto fue confeccionado en la casa "Julián Cristóbal" de Madrid. En 1960 estrenó un palio en consonancia con el manto.
En 1964 salieron nuevos faroles con tulipa verde. También figuraba un artístico y valioso estandarte bordado en oro por las Religiosas Adoratrices de Ciudad Real y que fue donado a la Hermandad por la agrupación de representantes del comercio.
La Virgen lució el año 2000, una saya de color granate bordada en oro hecha en los talleres de García y Poo de Sevilla. 
Se ha llevado desde 1997 a hombros con el sistema de costal por cuarenta y dos costaleros, aunque actualmente son un total de treinta y cinco. 
El año 2001 estrenó bambalinas de malla bordadas en oro en los talleres de bordado de García y Poo de Sevilla. En 2003 se le terminó la candelería en los talleres Orovio de la Torre de Torralba de Calatrava (Ciudad Real) y se restauró la imagen de la Virgen por Miguel Ángel González Jurado de Córdoba. 
Con motivo, en el 2004, del cincuentenario de la fundación de la Hermandad, la antigua saya de tisú en color plata, se restauró y enriqueció con bordados en oro en los talleres de García y Poo de Sevilla. Se confeccionó un estandarte por las camareras de la Virgen, con los bordados de uno más antiguo que poseía la Hermandad y se completó la candelería con candelabros en metal plateado de la orfebrería de Ramón Orovio de Torralba de Calatrava (Ciudad Real). En 2005 se cambiaron las bambalinas laterales por unas nuevas bordadas en oro sobre terciopelo verde y rejilla dorada de los talleres García y Poo de Sevilla y se realizó baño de plata de varales, respiraderos y peana en los talleres de Ramón Orovio de Torralba de Calatrava (Ciudad Real).
En septiembre del año 2009, con motivo del XXII Encuentro Nacional de Cofradías de Semana Santa celebrado en Ciudad Real, se realizó un salida extraordinaria en la cual procesionó la Titular en su paso de palio.

## Túnica
Medalla; capillo de terciopelo verde con el escudo de la hermandad en el pecho; capa blanca con el anagrama del Ave Maria a en el hombro izquierdo; alba blanca con botonadura de terciopelo verde; guantes blancos; sandalias negras; calceta blanca y fajín de terciopelo verde.